# أوجين أتيان
أوجين أتيان (بالفرنسية: Eugène Etienne؛ 15 ديسمبر 1844 – 13 مايو 1921) كان سياسيا فرنسيا عمل نائبا من 1881 إلى 1919 ووزير الحرب في 1913 وشيخا في مجلس الشيوخ حتى وفاته.
كان رئيس شركة غامبتا (Gambetta) ثم رئيس الحزب الاستعماري ومؤسس هيئة آسيا (Comité de l'Asie) وهيئة إفريقيا الفرنسية (Comité de l'Afrique française) وهيئة المغرب (Comité du Maroc) ورئيسها كذلك.
انتخب شيخا في مجلس شيوخ مدينة وهران يوم 11 يناير 1920.

## حياة
ولد في وهران في المستعمرة الفرنسية في الجزائر.
كان رئيس «لجنة المغرب» وهي كانت لجنة استعمارية تخطط لاستعمار المغرب. هو صاحب فكرة «الاختراق السلمي».